# Garelli 40 SK
Die Garelli 40 SK, oder auch Garelli Bonanza 40 SK, war ein kompaktes Mokick des italienischen Herstellers Garelli, das von 1974 bis 1979 produziert wurde. Es war eine Weiterentwicklung der Modelle Garelli Mini-Mokick und Garelli Bonanza und sollte insbesondere junge Fahrer ansprechen. Das Kürzel „SK“ steht für eine sportlichere Weiterentwicklung mit neuen technischen Details und verbesserter Ausstattung.

## Technik und Ausstattung
Die Garelli 40 SK hatte einen luftgekühlten Einzylinder-Zweitaktmotor mit Kickstarter und einem Dell’Orto-Vergaser SHA 14/14 mit Kaltstartautomatik. Die Leistung lag bei 2,9 PS (2,1 kW) bei 6000/min. Das Antriebsmoment (Antriebskraft) wurde über ein Vierganggetriebe mit Fußschaltung und eine Kette an das Hinterrad übertragen. Die Endübersetzung betrug 1 : 10,73. Die Motorschmierung erfolgte durch ein Kraftstoff-Öl-Gemisch (Ölanteil in der Einfahrzeit, 1 : 25, danach 1 : 33) , die Getriebeschmierung durch Motoröl SAE 30.
Technische Besonderheiten:
- Aluminiumzylinder mit hartverchromter Laufbuchse
- Ducati-Zündanlage (6 V, Schwunglichtmagnetzündung)
- Schwarz lackierte Motordeckel, mattschwarzer Auspuff mit Hitzeschutzblech

## Fahrwerk und Rahmen
Die SK erhielt eine neu entwickelte Teleskopgabel, die aus separaten inneren und äußeren Rohren bestand. Diese Bauweise erwies sich jedoch bei Nässe als problematisch, da Wasser durch alternde Gummidichtungen eindringen und Rost verursachen konnte. Der Rahmen war ein neu konstruierter Doppelschleifenrohrrahmen mit Silber-metallic-Lackierung, auf dem ein mattschwarzer Tank montiert war. Statt eines Seitenständers hatte das Modell einen stabilen Hauptständer.

## Weitere Ausstattung
- Aluminiumgussräder („mag wheels“) von Grimeca
- Reifen: 3,50 × 10 Zoll mit grobem Profil für leichtes Gelände
- Elektrik mit Bremslichtanlage
- Ducati-Lichtanlage: 6 V, 20 W Zündung / 15 W Scheinwerfer / 5 W Rücklicht / 18 W Stopplicht
- Komfortabler gepolsterte Sitzbank für zwei Personen
- Spätere Modelle wahlweise mit Blinkanlage

## Technische Daten (laut Herstellerblatt)
| Merkmal                 | Wert                                                          |
| ----------------------- | ------------------------------------------------------------- |
| Hubraum                 | 49 cm³                                                        |
| Bohrung × Hub           | 40 mm × 39 mm                                                 |
| Leistung                | 2,9 PS (2,1 kW) bei 6000/min                                  |
| Verdichtung             | 11 : 1                                                        |
| Zündung                 | Schwungmagnetzündung Ducati (6 V/20 W)                        |
| Vergaser                | Dell’Orto SHA 14/14 mit Kaltstartautomatik (Düse 56)          |
| Kupplung                | Mehrscheibenkupplung im Ölbad                                 |
| Getriebe                | Viergang mit Fußschaltung                                     |
| Rahmen                  | Doppelschleifenrohrrahmen                                     |
| Vorderradaufhängung     | Teleskopgabel                                                 |
| Hinterradaufhängung     | Schwinge mit zwei Federbeinen                                 |
| Räder                   | 3,50 × 10 Zoll                                                |
| Bremsen                 | Trommelbremsen (vorn Hand-, hinten Fußbetätigung)             |
| Übersetzung (gesamt)    | 1 : 10,73                                                     |
| Übersetzungen der Gänge | 1. Gang: 2,79 – 2. Gang: 1,65 – 3. Gang: 1,21 – 4. Gang: 1,04 |
| Radstand                | 1030 mm                                                       |
| Abmessungen (L × B × H) | 1490 mm × 750 mm × 1050 mm                                    |
| Verbrauch               | ca. 2 l/100 km                                                |
| Höchstgeschwindigkeit   | ca. 40 km/h                                                   |

## Besonderheiten
Das Mokick war auch für den einfachen Transport im Pkw geeignet. Der Lenker konnte mit wenigen Handgriffen abgeschraubt werden, sodass das Fahrzeug bequem in einen Kombi passte. Auch die vorderen Fußrasten waren einklappbar. Diese Eigenschaften machten das Mokick zu einem beliebten Freizeitfahrzeug.